# Sanremo-Festival 2022
Die 72. Ausgabe des Festival della Canzone Italiana di Sanremo fand 2022 vom 1. bis zum 5. Februar im Teatro Ariston in Sanremo statt und wurde von Amadeus moderiert.
Den Wettbewerb gewannen Mahmood und Blanco mit dem Lied Brividi.

## Organisation

### Allgemein
Das Festival wurde vom öffentlich-rechtlichen Rundfunk Italiens Rai organisiert. Amadeus moderierte das Festival zum dritten Mal in Folge und war gleichzeitig auch wieder künstlerischer Leiter (direttore artistico) der Veranstaltung. Daneben traten wechselnde Komoderatorinnen in Erscheinung: Ornella Muti, Lorena Cesarini, Drusilla Foer, Maria Chiara Giannetta und Sabrina Ferilli. Für die musikalische Leitung (direzione musicale) war Leonardo De Amicis verantwortlich, die Bühnenausstattung stammte von Gaetano und Maria Chiara Castelli und Regie führte Stefano Vicario.
Vor Sanremo traten auf einem Costa-Kreuzfahrtschiff während des Festivals musikalische Gäste auf, präsentiert von Orietta Berti und Fabio Rovazzi. Die Auftritte werden während der Festivalabende gezeigt. Die Gäste waren: Colapesce & Dimartino, Ermal Meta, Gaia und Pinguini Tattici Nucleari.

### Pressejury
Die Pressejury (Giuria della Sala Stampa, Tv, Radio e Web) bestand aus den für das Festival akkreditierten Journalisten. Diese wurde in diesem Jahr in drei „Teiljurys“ aufgeteilt, nämlich Print- und Fernsehjury, Radiojury und Onlinejury. Diese drei stimmten an den ersten beiden Abenden getrennt ab, wobei sie je ein Drittel der Abstimmung ausmachten. Am vierten und fünften Abend (in der Endrunde) traten die drei Teiljurys wieder als eine gemeinsame Pressejury mit einheitlicher Abstimmung auf, die je 33 % der Ergebnisses bestimmte.

### Demoskopische Jury
Die demoskopische Jury (Giuria Demoscopica 1000) stellte eine Stichprobe aus 1000 repräsentativ ausgewählten Musikkonsumenten dar, die von zuhause aus über ein elektronisches System abstimmten. Sie stimmte am dritten (50 %), vierten (33 %) und fünften Abend (33 % in der Endrunde) ab.

### Vorentscheidung zum Eurovision Song Contest
Wie üblich erhielt der Sieger des Sanremo-Festivals die Möglichkeit, für Italien am Eurovision Song Contest 2022 teilzunehmen. Alle Teilnehmer mussten im Vorfeld angeben, ob sie diese Möglichkeit nutzen wollen. Hätten die Sieger die Teilnahme abgelehnt, hätte die Rai eine interne Auswahl getroffen.

## Teilnehmende Beiträge
Es nahmen 25 Beiträge in einer einheitlichen Kategorie am Wettbewerb teil. Die Bekanntgabe der Teilnehmer erfolgte am 4. Dezember 2021, wobei die drei Sieger von Sanremo Giovani 2021 (Finale am 15. Dezember 2021) Teil der 25 Teilnehmer wurden.
| Platzierung | Interpret                             | Lied                        | Autoren |
| ----------- | ------------------------------------- | --------------------------- | --- |
| 1           | Mahmood und Blanco                    | Brividi                     | Mahmood, Blanco, Michele Zocca                                                                              |
| 2           | Elisa                                 | O forse sei tu              | Elisa, Davide Petrella                                                                                      |
| 3           | Gianni Morandi                        | Apri tutte le porte         | Jovanotti, Riccardo Onori                                                                                   |
| 4           | Irama                                 | Ovunque sarai               | Irama, Giulio Nenna, Pablo Miguel Lombroni Capalbo, Vincenzo Luca Faraone                                   |
| 5           | Sangiovanni                           | Farfalle                    | Sangiovanni, Alessandro La Cava, Stefano Tognini                                                            |
| 6           | Emma                                  | Ogni volta è così           | Davide Petrella, Emma, Dario Faini                                                                          |
| 7           | La Rappresentante di Lista            | Ciao ciao                   | Veronica Lucchesi, Dario Mangiarcina, Roberto Calabrese, Roberto Cammarata, Carmelo Drago, Simone Privitera |
| 8           | Massimo Ranieri                       | Lettera di là del mare      | Fabio Ilacqua                                                                                               |
| 9           | Dargen D’Amico                        | Dove si balla               | Dargen D’Amico, Edwyn Roberts, Gianluigi Fazio, Andrea Bonomo                                               |
| 10          | Michele Bravi                         | Inverno dei fiori           | Alex Andrea Vella, Michele Bravi, Cheope, Francesco Catitti, Federica Abbate                                |
| 11          | Matteo Romano                         | Virale                      | Matteo Romano, Alessandro La Cava, Federico Rossi, Dario Faini                                              |
| 12          | Fabrizio Moro                         | Sei tu                      | Fabrizio Moro, Roberto Cardelli                                                                             |
| 13          | Aka 7even                             | Perfetta così               | Aka 7even, Vincenzo Colella, Max Elias Kleinschmidt, Gianvito Vizzi, Renato Luis Patriarca                  |
| 14          | Achille Lauro mit Harlem Gospel Choir | Domenica                    | Achille Lauro, Gregorio Calculli, Göw Trïbe, Mattia Cutolo, Simon Pietro Manzari, Davide Petrella           |
| 15          | Noemi                                 | Ti amo non lo so dire       | Alessandro La Cava, Mahmood, Dario Faini                                                                    |
| 16          | Ditonellapiaga und Rettore            | Chimica                     | Ditonellapiaga, Donatella Rettore, Alessandro Casagni, Benjamin Ventura, Edoardo Castroni, Valerio Smordoni |
| 17          | Rkomi                                 | Insuperabile                | Rkomi, Alessandro La Cava, Francesco Catitti                                                                |
| 18          | Iva Zanicchi                          | Voglio amarti               | Emilio Di Stefano, Vito Mercurio, Italo Ianne, Celso Vialli                                                 |
| 19          | Giovanni Truppi                       | Tuo padre, mia madre, Lucia | Giovanni Truppi, Pacifico, Niccolò Contessa, Marco Buccelli, Giovanni Pallotti                              |
| 20          | Highsnob und Hu                       | Abbi cura di te             | Highsnob, Hu, Andrea Moroni, Fazio De Marco                                                                 |
| 21          | Yuman                                 | Ora e qui                   | Tommaso Di Giulio, Francesco Cataldo, Yuman                                                                 |
| 22          | Le Vibrazioni                         | Tantissimo                  | Francesco Sarcina, Roberto Casalino, Niccolò Verrienti                                                      |
| 23          | Giusy Ferreri                         | Miele                       | Giusy Ferreri, Federica Abbate, Fabio Clemente, Alessandro Merli                                            |
| 24          | Ana Mena                              | Duecentomila ore            | Rocco Hunt, Federica Abbate, Stefano Tognini                                                                |
| 25          | Tananai                               | Sesso occasionale           | Tananai, Davide Simonetta, Paolo Antonacci, Alessandro Raina                                                |

## Preise
- Sieger: Mahmood & Blanco – Brividi
- Kritikerpreis „Mia Martini“: Massimo Ranieri – Lettera di là del mare
- Pressepreis „Lucio Dalla“: Gianni Morandi – Apri tutte le porte
- Premio “Sergio Bardotti” für den besten Text: Fabrizio Moro – Sei tu
- Premio “Giancarlo Bigazzi” für die beste Komposition: Elisa – O forse sei tu
- Premio Lunezia für den besten Text: Giovanni Truppi – Tuo padre, mia madre, Lucia[3]
- Preis für das beste Cover: Gianni Morandi (mit Jovanotti und Mousse T.) – Medley aus Occhi di ragazza, Un mondo d’amore (Gianni Morandi), Ragazzo fortunato und Penso positivo (Jovanotti)
- Premio Città di Sanremo: Amadeus

## Abende

### Erster Abend
Am ersten Abend wurden zwölf teilnehmende Lieder erstmals vorgestellt. Darüber stimmten ausschließlich die drei Teiljurys der Pressejury ab. Komoderatorin des Abends war Ornella Muti.

#### Auftritte
| Reihenfolge des Auftritts | Interpret                             | Lied                   | Abstimmungsergebnisse (Pressejury) | Abstimmungsergebnisse (Pressejury) | Abstimmungsergebnisse (Pressejury) | Abstimmungsergebnisse (Pressejury) |
| Reihenfolge des Auftritts | Interpret                             | Lied                   | Print/TV (33,3 %)                  | Radio (33,3 %)                     | Online (33,3 %)                    | Insgesamt                          |
| ------------------------- | ------------------------------------- | ---------------------- | ---------------------------------- | ---------------------------------- | ---------------------------------- | ---------------------------------- |
| 1                         | Achille Lauro mit Harlem Gospel Choir | Domenica               | 9.                                 | 5.                                 | 9.                                 | 9.                                 |
| 2                         | Yuman                                 | Ora e qui              | 10.                                | 11.                                | 11.                                | 11.                                |
| 3                         | Noemi                                 | Ti amo non lo so dire  | 8.                                 | 4.                                 | 7.                                 | 6.                                 |
| 4                         | Gianni Morandi                        | Apri tutte le porte    | 5.                                 | 2.                                 | 5.                                 | 4.                                 |
| 5                         | La Rappresentante di Lista            | Ciao ciao              | 1.                                 | 2.                                 | 2.                                 | 2.                                 |
| 6                         | Michele Bravi                         | Inverno dei fiori      | 6.                                 | 10.                                | 6.                                 | 7.                                 |
| 7                         | Massimo Ranieri                       | Lettera di là del mare | 4.                                 | 8.                                 | 3.                                 | 5.                                 |
| 8                         | Mahmood und Blanco                    | Brividi                | 2.                                 | 1.                                 | 1.                                 | 1.                                 |
| 9                         | Ana Mena                              | Duecentomila ore       | 12.                                | 12.                                | 12.                                | 12.                                |
| 10                        | Rkomi                                 | Insuperabile           | 7.                                 | 9.                                 | 8.                                 | 8.                                 |
| 11                        | Dargen D’Amico                        | Dove si balla          | 3.                                 | 6.                                 | 3.                                 | 3.                                 |
| 12                        | Giusy Ferreri                         | Miele                  | 11.                                | 7.                                 | 10.                                | 10.                                |

#### Gäste
- Fiorello (Komiker)
- Måneskin (Band)
- Matteo Berrettini (Tennisspieler)
- Claudio Gioè (Schauspieler)
- Meduza (Dance-Gruppe) mit Hozier (Sänger)
- Raoul Bova und Nino Frassica (Schauspieler)

### Zweiter Abend
Am zweiten Abend wurden die übrigen 13 Lieder erstmals vorgestellt. Darüber stimmten erneut die drei Teiljurys der Pressejury ab. Komoderatorin des Abends war Lorena Cesarini. Außerdem wurde das Moderationsteam des Eurovision Song Contest 2022 in Turin bekanntgegeben, das aus Laura Pausini, Alessandro Cattelan und Mika besteht.

#### Auftritte
| Reihenfolge des Auftritts | Interpret                  | Lied                        | Abstimmungsergebnisse (Pressejury) | Abstimmungsergebnisse (Pressejury) | Abstimmungsergebnisse (Pressejury) | Abstimmungsergebnisse (Pressejury) |
| Reihenfolge des Auftritts | Interpret                  | Lied                        | Print/TV (33,3 %)                  | Radio (33,3 %)                     | Online (33,3 %)                    | Insgesamt                          |
| ------------------------- | -------------------------- | --------------------------- | ---------------------------------- | ---------------------------------- | ---------------------------------- | ---------------------------------- |
| 1                         | Sangiovanni                | Farfalle                    | 7.                                 | 4.                                 | 5.                                 | 7.                                 |
| 2                         | Giovanni Truppi            | Tuo padre, mia madre, Lucia | 4.                                 | 11.                                | 7.                                 | 6.                                 |
| 3                         | Le Vibrazioni              | Tantissimo                  | 12.                                | 9.                                 | 11.                                | 12.                                |
| 4                         | Emma                       | Ogni volta è così           | 3.                                 | 2.                                 | 3.                                 | 2.                                 |
| 5                         | Matteo Romano              | Virale                      | 9.                                 | 6.                                 | 10.                                | 8.                                 |
| 6                         | Iva Zanicchi               | Voglio amarti               | 10.                                | 12.                                | 9.                                 | 10.                                |
| 7                         | Ditonellapiaga und Rettore | Chimica                     | 2.                                 | 6.                                 | 2.                                 | 3.                                 |
| 8                         | Elisa                      | O forse sei tu              | 1.                                 | 1.                                 | 1.                                 | 1.                                 |
| 9                         | Fabrizio Moro              | Sei tu                      | 5.                                 | 5.                                 | 5.                                 | 5.                                 |
| 10                        | Tananai                    | Sesso occasionale           | 13.                                | 13.                                | 13.                                | 13.                                |
| 11                        | Irama                      | Ovunque sarai               | 6.                                 | 3.                                 | 4.                                 | 4.                                 |
| 12                        | Aka 7even                  | Perfetta così               | 11.                                | 9.                                 | 12.                                | 11.                                |
| 13                        | Highsnob und Hu            | Abbi cura di te             | 8.                                 | 8.                                 | 8.                                 | 9.                                 |

#### Gäste
- Checco Zalone (Komiker)
- Laura Pausini (Sängerin)
- Mika (Sänger) und Alessandro Cattelan (Moderator)
- Gaia Girace und Margherita Mazzucco (Schauspielerinnen)
- Arisa und Malika Ayane (Sängerinnen)

### Dritter Abend
Am dritten Abend traten alle 25 Teilnehmer noch einmal mit ihren Beiträgen auf; abgestimmt wurde durch Televoting und die demoskopische Jury. Komoderatorin des Abends war Drusilla Foer.

#### Auftritte
| Reihenfolge des Auftritts | Interpret                             | Lied                        | Abstimmungsergebnisse | Abstimmungsergebnisse | Abstimmungsergebnisse |
| Reihenfolge des Auftritts | Interpret                             | Lied                        | Demoskop. Jury (50 %) | Televoting (50 %)     | Insgesamt             |
| ------------------------- | ------------------------------------- | --------------------------- | --------------------- | --------------------- | --------------------- |
| 1                         | Giusy Ferreri                         | Miele                       | 20.                   | 0,7754 %              | 23.                   |
| 2                         | Highsnob und Hu                       | Abbi cura di te             | 21.                   | 1,0317 %              | 19.                   |
| 3                         | Fabrizio Moro                         | Sei tu                      | 8.                    | 4,3395 %              | 7.                    |
| 4                         | Aka 7even                             | Perfetta così               | 16.                   | 3,5017 %              | 10.                   |
| 5                         | Massimo Ranieri                       | Lettera di là del mare      | 11.                   | 4,2469 %              | 8.                    |
| 6                         | Dargen D’Amico                        | Dove si balla               | 9.                    | 3,0553 %              | 11.                   |
| 7                         | Irama                                 | Ovunque sarai               | 5.                    | 8,4905 %              | 4.                    |
| 8                         | Ditonellapiaga und Rettore            | Chimica                     | 14.                   | 2,0673 %              | 13.                   |
| 9                         | Michele Bravi                         | Inverno dei fiori           | 12.                   | 4,1553 %              | 9.                    |
| 10                        | Rkomi                                 | Insuperabile                | 22.                   | 2,3809 %              | 15.                   |
| 11                        | Mahmood und Blanco                    | Brividi                     | 2.                    | 24,9031 %             | 1.                    |
| 12                        | Gianni Morandi                        | Apri tutte le porte         | 3.                    | 9,5997 %              | 2.                    |
| 13                        | Tananai                               | Sesso occasionale           | 25.                   | 0,5604 %              | 25.                   |
| 14                        | Elisa                                 | O forse sei tu              | 1.                    | 8,4870 %              | 3.                    |
| 15                        | La Rappresentante di Lista            | Ciao ciao                   | 7.                    | 2,6370 %              | 12.                   |
| 16                        | Iva Zanicchi                          | Voglio amarti               | 18.                   | 1,5208 %              | 18.                   |
| 17                        | Achille Lauro mit Harlem Gospel Choir | Domenica                    | 17.                   | 2,1646 %              | 14.                   |
| 18                        | Matteo Romano                         | Virale                      | 13.                   | 1,8090 %              | 16.                   |
| 19                        | Ana Mena                              | Duecentomila ore            | 24.                   | 1,1423 %              | 21.                   |
| 20                        | Sangiovanni                           | Farfalle                    | 10.                   | 5,8116 %              | 5.                    |
| 21                        | Emma                                  | Ogni volta è così           | 4.                    | 4,0627 %              | 6.                    |
| 22                        | Yuman                                 | Ora e qui                   | 19.                   | 0,7462 %              | 22.                   |
| 23                        | Le Vibrazioni                         | Tantissimo                  | 15.                   | 0,5680 %              | 20.                   |
| 24                        | Giovanni Truppi                       | Tuo padre, mia madre, Lucia | 23.                   | 0,9608 %              | 24.                   |
| 25                        | Noemi                                 | Ti amo non lo so dire       | 6.                    | 0,9821 %              | 17.                   |

#### Gäste
- Cesare Cremonini (Sänger)
- Roberto Saviano (Schriftsteller)
- Anna Valle (Model und Schauspielerin)
- Martina Pigliapoco (Carabinieri-Agentin)

### Vierter Abend
Am vierten Abend stellten alle Teilnehmer eine Coverversion eines (auch nicht-italienischen) Liedes aus den 1960er-, 1970er-, 1980er- oder 1990er-Jahren vor, abgestimmt wurde von Pressejury, demoskopischer Jury und durch Televoting. Komoderatorin des Abends war Maria Chiara Giannetta.

#### Auftritte
| Reihenfolge des Auftritts | Interpret (mit Duettpartner)                                         | Lied (Originalinterpret)                                                                                          | Abstimmungsergebnisse | Abstimmungsergebnisse | Abstimmungsergebnisse | Abstimmungsergebnisse |
| Reihenfolge des Auftritts | Interpret (mit Duettpartner)                                         | Lied (Originalinterpret)                                                                                          | Pressejury (33 %)     | Demoskop. Jury (33 %) | Televoting (34 %)     | Insgesamt             |
| ------------------------- | -------------------------------------------------------------------- | --- | --------------------- | --------------------- | --------------------- | --------------------- |
| 1                         | Noemi                                                                | (You Make Me Feel Like) A Natural Woman (Aretha Franklin)                                                         | 7.                    | 6.                    | 2,0143 %              | 11.                   |
| 2                         | Giovanni Truppi mit Vinicio Capossela und Mauro Pagani               | Nella mia ora di libertà (Fabrizio De André)                                                                      | 11.                   | 23.                   | 2,6632 %              | 15.                   |
| 3                         | Yuman mit Rita Marcotulli                                            | My Way (Frank Sinatra)                                                                                            | 21.                   | 20.                   | 1,4270 %              | 20.                   |
| 4                         | Le Vibrazioni mit Sophie and the Giants                              | Live and Let Die (Paul McCartney)                                                                                 | 14.                   | 15.                   | 0,8858 %              | 18.                   |
| 5                         | Sangiovanni mit Fiorella Mannoia                                     | A muso duro (Pierangelo Bertoli)                                                                                  | 13.                   | 11.                   | 8,7543 %              | 4.                    |
| 6                         | Emma mit Francesca Michielin                                         | … Baby One More Time (Britney Spears)                                                                             | 7.                    | 5.                    | 6,3724 %              | 5.                    |
| 7                         | Gianni Morandi mit Jovanotti und Mousse T.                           | Medley aus Occhi di ragazza, Un mondo d’amore (Gianni Morandi), Ragazzo fortunato und Penso positivo (Jovanotti)  | 2.                    | 2.                    | 19,1763 %             | 1.                    |
| 8                         | Elisa                                                                | What a Feeling (Irene Cara)                                                                                       | 1.                    | 1.                    | 10,3161 %             | 3.                    |
| 9                         | Achille Lauro mit Loredana Bertè                                     | Sei bellissima (Loredana Bertè)                                                                                   | 5.                    | 8.                    | 4,6804 %              | 6.                    |
| 10                        | Matteo Romano mit Malika Ayane                                       | Your Song (Elton John)                                                                                            | 7.                    | 4.                    | 4,2164 %              | 7.                    |
| 11                        | Irama mit Gianluca Grignani                                          | La mia storia tra le dita (Gianluca Grignani)                                                                     | 18.                   | 12.                   | 5,2835 %              | 8.                    |
| 12                        | Ditonellapiaga und Rettore                                           | Nessuno mi può giudicare (Caterina Caselli)                                                                       | 19.                   | 16.                   | 1,0674 %              | 19.                   |
| 13                        | Iva Zanicchi                                                         | Canzone (Milva)                                                                                                   | 12.                   | 14.                   | 1,9262 %              | 16.                   |
| 14                        | Ana Mena mit Rocco Hunt                                              | Medley aus Il mondo (Jimmy Fontana), Figli delle stelle (Alan Sorrenti) und Se mi lasci non vale (Julio Iglesias) | 24.                   | 19.                   | 1,6958 %              | 21.                   |
| 15                        | La Rappresentante di Lista mit Cosmo, Margherita Vicario und Ginevra | Be My Baby (The Ronettes)                                                                                         | 3.                    | 10.                   | 2,4867 %              | 9.                    |
| 16                        | Massimo Ranieri mit Nek                                              | Anna verrà (Pino Daniele)                                                                                         | 6.                    | 13.                   | 2,3012 %              | 12.                   |
| 17                        | Michele Bravi                                                        | Io vorrei… non vorrei… ma se vuoi (Lucio Battisti)                                                                | 17.                   | 21.                   | 2,8058 %              | 14.                   |
| 18                        | Mahmood und Blanco                                                   | Il cielo in una stanza (Gino Paoli)                                                                               | 4.                    | 3.                    | 13,3261 %             | 2.                    |
| 19                        | Rkomi mit Calibro 35                                                 | Medley (Vasco Rossi)                                                                                              | 23.                   | 25.                   | 1,1790 %              | 24.                   |
| 20                        | Aka 7even mit Arisa                                                  | Cambiare (Alex Baroni)                                                                                            | 10.                   | 7.                    | 2,6724 %              | 10.                   |
| 21                        | Highsnob und Hu mit Mr. Rain                                         | Mi sono innamorato di te (Luigi Tenco)                                                                            | 20.                   | 22.                   | 0,5495 %              | 22.                   |
| 22                        | Dargen D’Amico                                                       | La bambola (Patty Pravo)                                                                                          | 14.                   | 18.                   | 1,2618 %              | 17.                   |
| 23                        | Giusy Ferreri mit Andy (Bluvertigo)                                  | Io vivrò (senza te) (Lucio Battisti)                                                                              | 22.                   | 17.                   | 0,3658 %              | 23.                   |
| 24                        | Fabrizio Moro                                                        | Uomini soli (Pooh)                                                                                                | 16.                   | 9.                    | 2,2229 %              | 13.                   |
| 25                        | Tananai mit Rosa Chemical                                            | A far l’amore comincia tu (Raffaella Carrà)                                                                       | 25.                   | 24.                   | 0,3498 %              | 25.                   |

#### Gäste
- Maurizio Lastrico (Schauspieler)
- Jovanotti (Musiker)
- Lino Guanciale (Schauspieler)
- Massimo Alberti (DJ)

### Fünfter Abend
Im Finale am fünften Abend traten noch einmal alle Teilnehmer mit ihrem Festivalbeitrag auf, es stimmte lediglich das Publikum über Televoting ab. Die drei bestplatzierten Beiträge (im Durchschnitt aus allen vier Abstimmungen) gelangten in die Endrunde, in der Televoting, Pressejury und demoskopische Jury den Sieger bestimmten. Komoderatorin des Abends war Sabrina Ferilli.

#### Auftritte
| Reihenfolge des Auftritts | Interpret                             | Lied                        | Abstimmungsergebnisse | Abstimmungsergebnisse | Abstimmungsergebnisse | Abstimmungsergebnisse | Abstimmungsergebnisse |
| Reihenfolge des Auftritts | Interpret                             | Lied                        | 1./2. Abend           | 3. Abend              | 4. Abend              | 5. Abend (Televoting) | Insgesamt             |
| ------------------------- | ------------------------------------- | --------------------------- | --------------------- | --------------------- | --------------------- | --------------------- | --------------------- |
| 1                         | Matteo Romano                         | Virale                      | 17.                   | 16.                   | 7.                    | 3,4294 %              | 11.                   |
| 2                         | Giusy Ferreri                         | Miele                       | 19.                   | 23.                   | 23.                   | 0,4293 %              | 23.                   |
| 3                         | Rkomi                                 | Insuperabile                | 15.                   | 15.                   | 24.                   | 1,6202 %              | 17.                   |
| 4                         | Iva Zanicchi                          | Voglio amarti               | 20.                   | 18.                   | 16.                   | 1,1841 %              | 18.                   |
| 5                         | Aka 7even                             | Perfetta così               | 21.                   | 10.                   | 10.                   | 2,1459 %              | 13.                   |
| 6                         | Massimo Ranieri                       | Lettera di là del mare      | 8.                    | 8.                    | 12.                   | 3,4472 %              | 8.                    |
| 7                         | Noemi                                 | Ti amo non lo so dire       | 12.                   | 17.                   | 11.                   | 1,2546 %              | 15.                   |
| 8                         | Fabrizio Moro                         | Sei tu                      | 10.                   | 7.                    | 13.                   | 2,5505 %              | 12.                   |
| 9                         | Dargen D’Amico                        | Dove si balla               | 4.                    | 11.                   | 17.                   | 3,7243 %              | 9.                    |
| 10                        | Elisa                                 | O forse sei tu              | 1.                    | 3.                    | 3.                    | 10,6923 %             | 3.                    |
| 11                        | Irama                                 | Ovunque sarai               | 9.                    | 4.                    | 8.                    | 12,0356 %             | 4.                    |
| 12                        | Michele Bravi                         | Inverno dei fiori           | 14.                   | 9.                    | 14.                   | 3,1136 %              | 10.                   |
| 13                        | La Rappresentante di Lista            | Ciao ciao                   | 3.                    | 12.                   | 9.                    | 3,9949 %              | 7.                    |
| 14                        | Emma                                  | Ogni volta è così           | 6.                    | 6.                    | 5.                    | 3,7015 %              | 6.                    |
| 15                        | Mahmood und Blanco                    | Brividi                     | 2.                    | 1.                    | 2.                    | 21,1766 %             | 1.                    |
| 16                        | Highsnob und Hu                       | Abbi cura di te             | 18.                   | 19.                   | 22.                   | 0,7672 %              | 20.                   |
| 17                        | Sangiovanni                           | Farfalle                    | 13.                   | 5.                    | 4.                    | 5,8771 %              | 5.                    |
| 18                        | Gianni Morandi                        | Apri tutte le porte         | 5.                    | 2.                    | 1.                    | 12,6549 %             | 2.                    |
| 19                        | Ditonellapiaga und Rettore            | Chimica                     | 7.                    | 13.                   | 19.                   | 1,1933 %              | 16.                   |
| 20                        | Yuman                                 | Ora e qui                   | 23.                   | 22.                   | 20.                   | 0,6593 %              | 21.                   |
| 21                        | Achille Lauro mit Harlem Gospel Choir | Domenica                    | 16.                   | 14.                   | 6.                    | 1,7299 %              | 14.                   |
| 22                        | Ana Mena                              | Duecentomila ore            | 25.                   | 21.                   | 21.                   | 0,8922 %              | 24.                   |
| 23                        | Tananai                               | Sesso occasionale           | 24.                   | 25.                   | 25.                   | 0,4848 %              | 25.                   |
| 24                        | Giovanni Truppi                       | Tuo padre, mia madre, Lucia | 11.                   | 24.                   | 15.                   | 0,8311 %              | 19.                   |
| 25                        | Le Vibrazioni                         | Tantissimo                  | 22.                   | 20.                   | 18.                   | 0,4103 %              | 22.                   |

| Interpret        | Lied                | Abstimmungsergebnisse | Abstimmungsergebnisse | Abstimmungsergebnisse | Abstimmungsergebnisse |
| Interpret        | Lied                | Demoskop. Jury (33 %) | Pressejury (33 %)     | Televoting (34 %)     | Insgesamt             |
| ---------------- | ------------------- | --------------------- | --------------------- | --------------------- | --------------------- |
| Mahmood & Blanco | Brividi             | 1.                    | 1.                    | 54,2599 %             | 51,7689 %             |
| Elisa            | O forse sei tu      | 2.                    | 2.                    | 21,9459 %             | 26,3282 %             |
| Gianni Morandi   | Apri tutte le porte | 3.                    | 3.                    | 23,7942 %             | 21,9029 %             |

#### Gäste
- Musikkapelle der Guardia di Finanza
- Filippo Scotti (Schauspieler)
- Marco Mengoni (Sänger)
- Orietta Berti (Sängerin) und Fabio Rovazzi (Komiker)

## Einschaltquoten
Italienische Einschaltquoten gemäß Auditel-Erhebungen:
| Ausstrahlung    | Durchschnitt | Durchschnitt |
| Ausstrahlung    | Zuschauer    | Quoten       |
| --------------- | ------------ | ------------ |
| 1. Februar 2022 | 10.911.000   | 54,7 %       |
| 2. Februar 2022 | 11.320.000   | 55,8 %       |
| 3. Februar 2022 | 9.360.000    | 54,1 %       |
| 4. Februar 2022 | 11.378.000   | 60,5 %       |
| 5. Februar 2022 | 13.380.000   | 64,9 %       |
| Durchschnitt    | 11.270.000   | 58 %         |

## Belege
1. ↑  Sanremo 2022, Amadeus farà tris. Rai, 6. August 2021, abgerufen am 6. August 2021.
2. ↑  Annunciati gli artisti in gara al Festival di Sanremo 2022. Ufficio Stampa Rai, 4. Dezember 2021, abgerufen am 4. Dezember 2021 (italienisch).
3. ↑  Fabio Morasca: Sanremo 2022, Giovanni Truppi vince il Premio Lunezia. In: Soundsblog. 31. Januar 2022, abgerufen am 31. Januar 2022 (italienisch).
4. 1 2 3 4 5 6  Classifiche Festival di Sanremo 2022. (PDF; 285 kB) Rai, 6. Februar 2022, abgerufen am 6. Februar 2022 (italienisch).
5. ↑  Fabio Fabbretti: Ascolti TV Martedì 1 febbraio 2022. La prima di Sanremo vola al 54.7% (10,9 mln). In: DavideMaggio.it. 2. Februar 2022, abgerufen am 3. Februar 2022.
6. ↑  Fabio Fabbretti: Ascolti TV Mercoledì 2 febbraio 2022. Sanremo sbanca con 11,3 milioni e il 55.8% (+13.7% rispetto allo scorso anno). In: DavideMaggio.it. 3. Februar 2022, abgerufen am 3. Februar 2022.
7. ↑  Fabio Fabbretti: Ascolti TV Giovedì 3 febbraio 2022. Sanremo conferma il boom con 9,4 mln e il 54.1% (+9.8% vs 2021). In: DavideMaggio.it. 4. Februar 2022, abgerufen am 4. Februar 2022 (italienisch).
8. ↑  Fabio Fabbretti: Ascolti TV Venerdì 4 febbraio 2022. La quarta serata di Sanremo è da record con 11,4 mln e il 60.5% (+15.8% vs 2021). In: DavideMaggio.it. 5. Februar 2022, abgerufen am 5. Februar 2022 (italienisch).
9. ↑  Fabio Fabbretti: Ascolti TV Sabato 5 febbraio 2022. Sanremo chiude in trionfo con 13,4 milioni e il 64.9% (Sanremo Start 13,7 mln - 52.3%). E' la finale più vista dal 2000. In: DavideMaggio.it. 6. Februar 2022, abgerufen am 6. Februar 2022 (italienisch).